# 백자청화모란문호
백자청화모란문호(白磁靑畵牧丹文壺)는 대전광역시 유성구 구성동, 국립중앙과학관에 있는 조선시대의 백자이다. 2009년 12월 23일 대전광역시의 유형문화재 제40호로 지정되었다.

## 개요
조선 후기의 입호로 구연은 직립한 상태로 곧추 서 있고, 어깨부분은 팽창되어 긴장감이 강함. 허리부분 아래쪽으로 내려오면서 측사 면이 살짝 안으로 휘어져 있다. 여의두문과 초충도를 시문한 것이 상당한 숙련도를 보여주고 있으며 상태 또한 양호한 편이다.

## 참고 문헌
- 백자청화모란문호 - 국가유산청 국가유산포털